# Ділові шахи

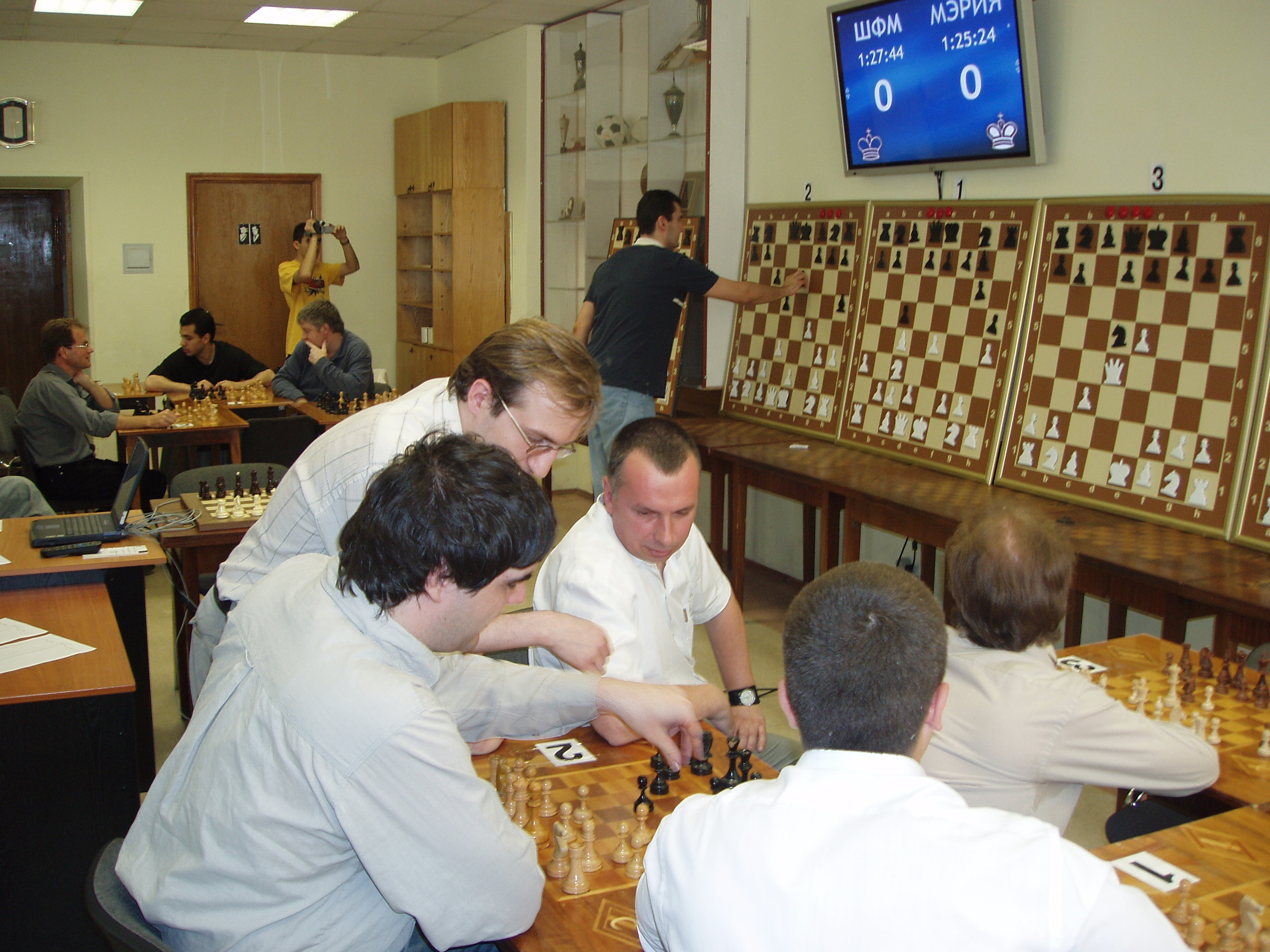
Рис. № 1. Загальний вигляд партії в ділові шахи.

Ділові шахи (шахи за Інтерактивним когнітивним сценарієм) — командний варіант шахів, запропонований московським лікарем Грачя Овакімяном у 1992 році з метою підвищення видовищності шахової партії.
На думку автора ділових шахів, видовищність гри покращують:
- командне обговорення і колективний процес прийняття рішень
- підвищення динамічності гри
- наочність усіх етапів міркувань шахістів, їхньої оцінки позицій, розрахунку варіантів, вибору альтернатив тощо.

Для того щоб забезпечити активне командне обговорення й ефективний процес прийняття рішень був розроблений Інтерактивний когнітивний сценарій.
Цей варіант шахів автор відносить до спортивних ділових ігор.

## Ключові поняття
- Гілка — варіант шахової партії, який грають на одній демонстраційній дошці, що має свій рейтинг (Рис. № 2).
- Рейтинг гілки — цілочисловий показник значимості гілки, що відображається відповідною кількістю кольорових міток (фішок), розташованих у верхній частині демонстраційної дошки (Рис. № 2). Результат гри в даній гілці буде дорівнює її стандартному шаховому результату, помноженому на рейтинг цієї гілки.
- Розгалуження — роздвоєння позиції однієї з наявних гілок — материнської — і розподіл її рейтингу між двома дочірніми гілками. Подальші переміщення фігур у дочірніх гілках різні.
- Відбір — ліквідація однієї гілки (визнання поразки в позиції цієї гілки) і перерозподіл її рейтингу між гілками, що залишаються, із втратою кількості очок, що дорівнює рейтингу ліквідованої гілки.
- Пас — переміщення за один хід одиниці рейтингу між гілками без втрати очок.

## Короткий опис

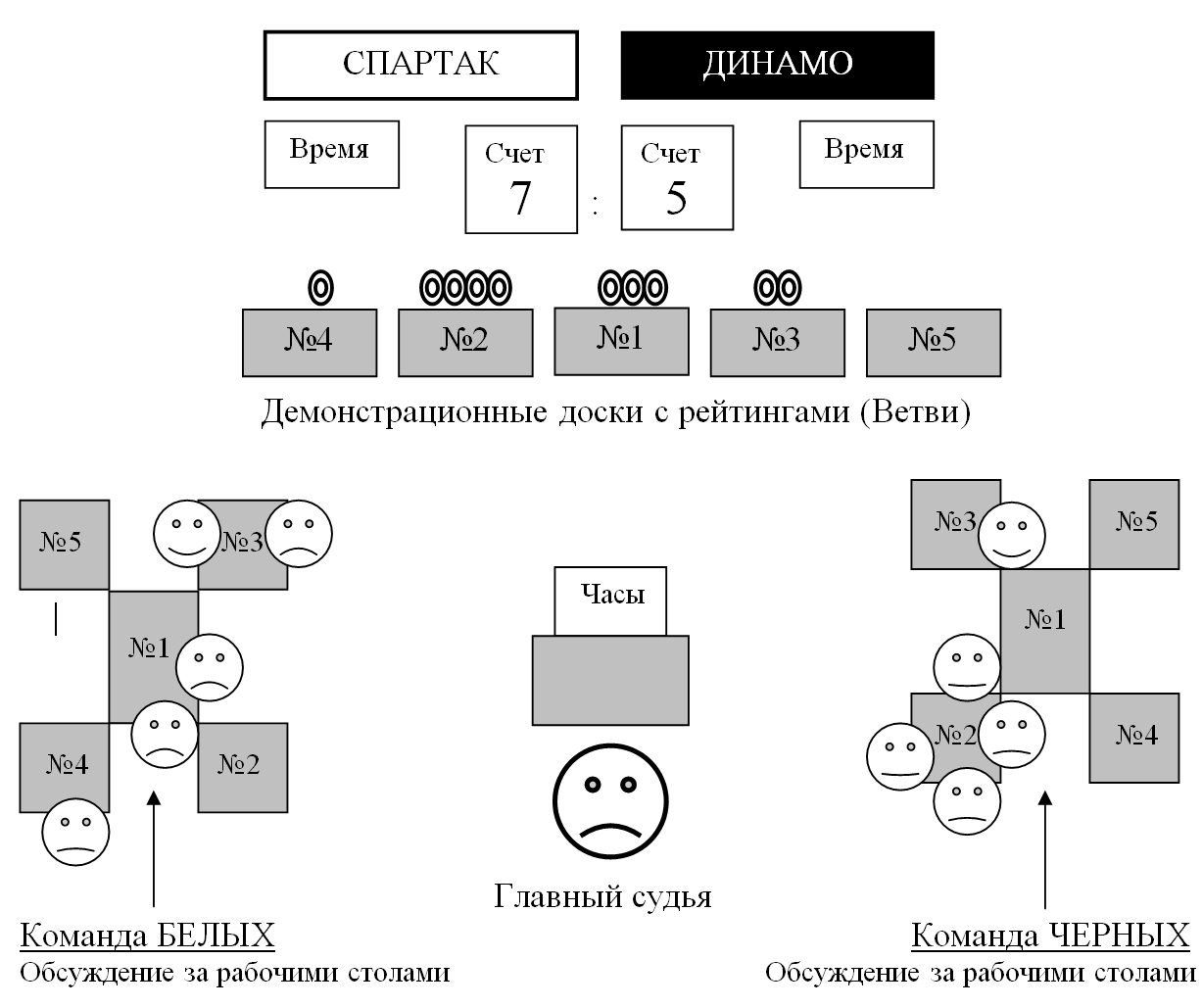
Схема № 1. Декорації партії в ділові шахи.

Дошка, фігури, їхнє розташування й порядок переміщення відповідають правилам класичних шахів. При цьому в рамках однієї партії можна зіграти декілька гілок (паралельних варіантів гри) на декількох демонстраційних дошках, доповнених покажчиками рейтингу (значимості) кожної конкретної гілки (червоні мітки вгорі дошки на Рис. № 2). Грають дві команди. Рекомендований склад — по 5 чоловік. У ході партії члени команди можуть не тільки обговорювати її, але й активно висувати, а потім і формувати альтернативні (паралельні) гілки. Вони також можуть змінювати рейтинги гілок шляхом переміщення відповідних кольорових міток. За рахунок можливості змінювати в рамках однієї партії кількість її гілок і їхні рейтинги, у грі з'являються якісно нові, властиві тільки даному варіантові шахів, тактичні й стратегічні прийоми боротьби.
В Інтерактивному когнітивному сценарії передбачено такі механізми (див. Рис. № 1 і Схему № 1):
1. Офіційні ходи в ділових шахах виконуються на демонстраційних шахівницях. При цьому в рамках однієї партії може використовуватися до п'яти таких дощок для паралельного відображення відповідної кількості гілок, що виникають під час гри. Кожна задіяна у грі демонстраційна дошка має додаткові покажчики рейтингу цієї гілки (див. Рис. № 2). Саме на демонстраційних дошках реалізуються основні механізми сценарію: «Розгалуження», «Відбір» і «Пас» шахових позицій, які впливають на поточний і остаточний рахунок у партії й вимагають від членів обох команд координації своїх дій і узгодження прийнятих рішень.
2. Для обговорення позицій і розрахунку варіантів кожній із команд надається по п'ять звичайних шахівниць із фігурами.
3. Для здійснення контролю часу в партії ділових шахів, незалежно від кількості гілок, що граються паралельно, використовується тільки один шаховий годинник, який перемикається після того, як команда зробить хід у всіх гілках (див. відеокліп [Архівовано 26 червня 2014 у Wayback Machine.]). На всю гру кожній команді дається 1 година. Якщо в ендшпілі залишається одна гілка — командам надається по 5 хвилин додаткового часу.

## Інтерактивний когнітивний сценарій

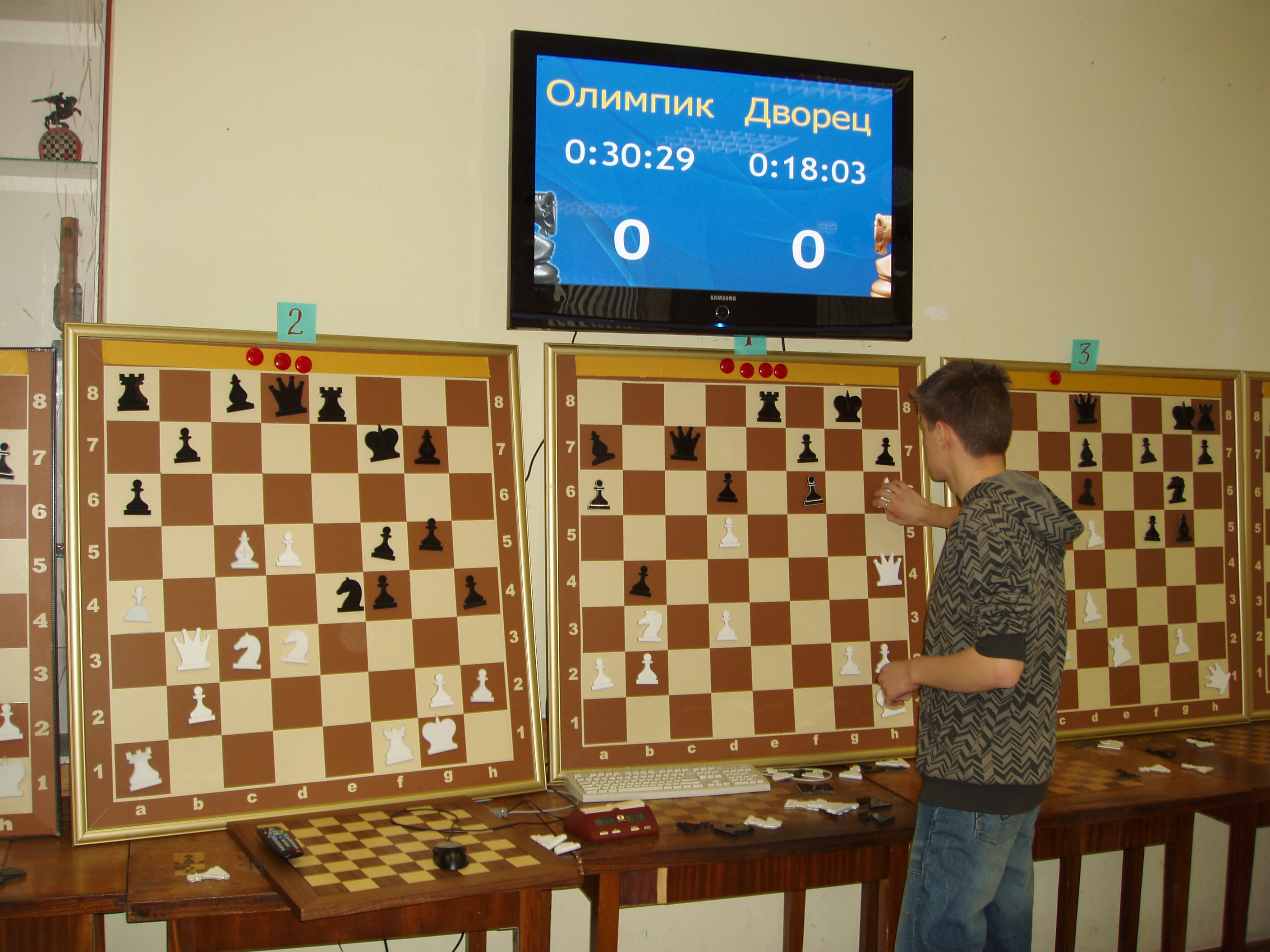
Рис. № 2. Гілки в ділових шахах.

### Гра на демонстраційних дошках
На 5 розташованих поряд демонстраційних дошках (№ 1-5) можуть розігруватися паралельні варіанти партії (гілки), кожна з котрих має свій рейтинг (Рис. № 2). Команди своїми рішеннями можуть змінювати кількість гілок і їхні рейтинги. Рахунок гри в кожній гілці (на конкретній дошці) дорівнює її шаховому результату, помноженому на рейтинг даної гілки. Остаточний рахунок у партії дорівнює сумі результатів усіх гілок.
Гра починається на одній демонстраційній дошці — гілка № 1 (див. Схему № 1) з рейтингом 10. Для збільшення кількості гілок використовують правило Розгалуження (див. Схему № 2).

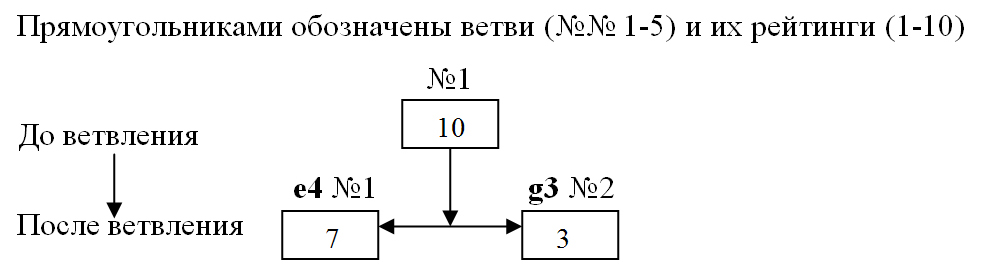
Схема № 2. Розгалуження.

Для того щоб виконати Розгалуження команда перед черговим ходом дублює позицію демонстраційної дошки № 1 на вільній демонстраційній дошці № 2. На різних дошках застосовують продовження, що відрізняються (наприклад, на демонстраційній дошці № 1 хід e4, а на дошці № 2 — g3). При цьому рейтинг вихідної материнської гілки розподіляється між дочірніми гілками відповідно до командного рішення команди, що робить розгалуження (відео про розгалуження [Архівовано 26 червня 2014 у Wayback Machine.]). У результаті наступних розгалужень з'являться гілки № 3, № 4, № 5 (відео [Архівовано 26 червня 2014 у Wayback Machine.]).
Якщо у процесі гри одна з команд уважає позицію гілки програшною (наприклад, гілка № 1 на Схемі № 3), то команда може в цій гілці здатися й перенести всі фішки її рейтингу на демонстраційну дошку іншої паралельної гілки з виграшною для цієї команди позицією (наприклад, гілка № 2). Це Відбір, що створює можливість для команди відігратися за поразку.

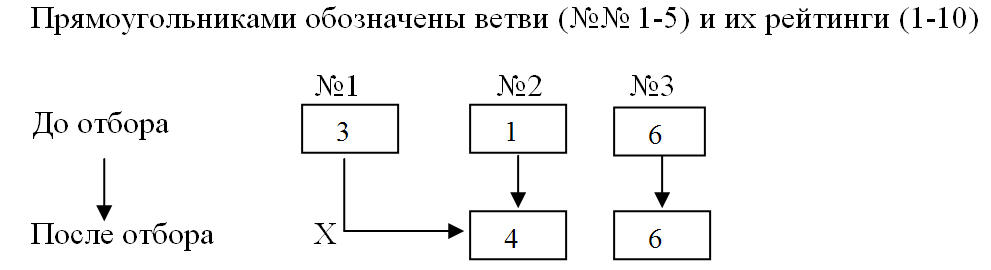
Схема № 3. Відбір.

У результаті такого перерозподілу рейтинг зіграної гілки додається до рейтингу гілки, що залишається, а суперник отримує кількість очок, що дорівнює рейтингу виграної ним гілки (у прикладі — 3 очки).
Дерево партії у ділові шахи, що виникає в результаті застосування Розгалужень і Відборів, показано на Схемі № 4.

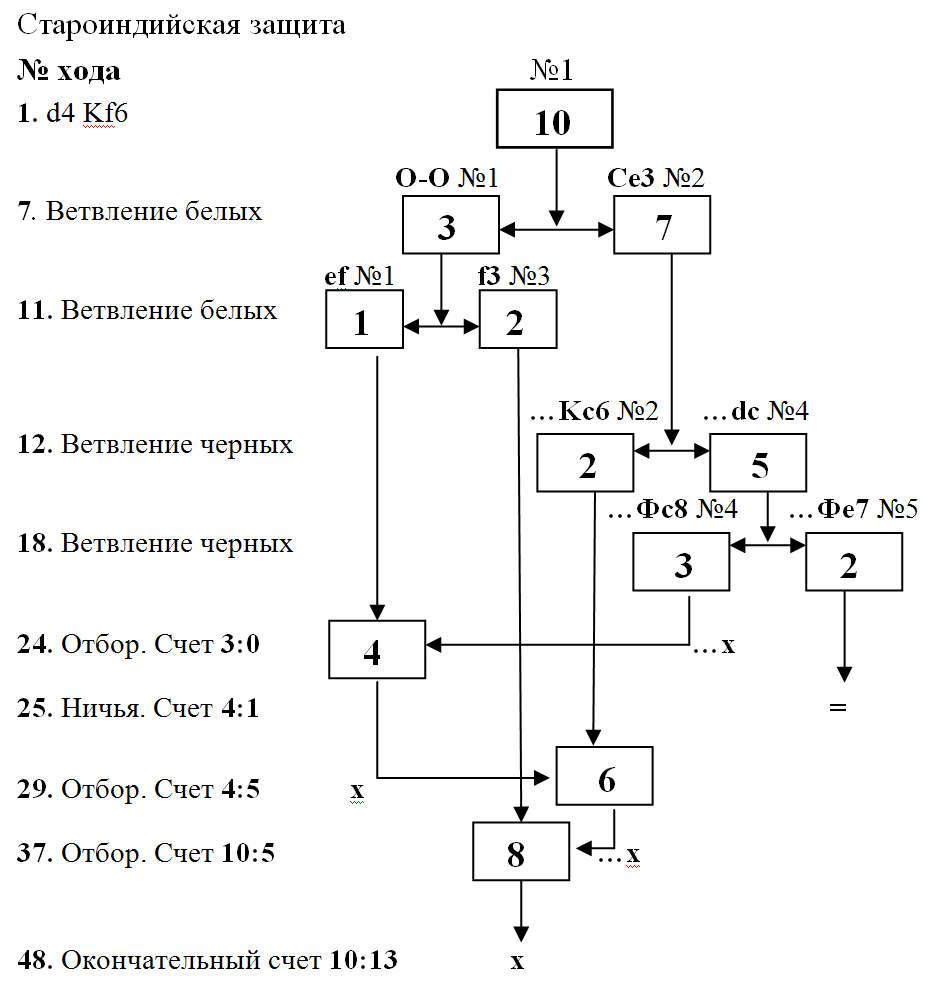
Схема № 4. Дерево партії в ділові шахи без шахового паса. Прямокутниками позначені гілки (№ 1-5) і їхні рейтинги (1-10)

На Схемі № 4 показано збільшення кількості гілок (після 7 ходу — дві гілки, після 11 ходу — три гілки, після 12 ходу — чотири гілки, після 18 хода — п'ять гілок). Потім у результаті відборів і нічиєї (відповідно на 24, 25, 29 і 37 ході) число гілок поступово зменшується. Після 37 ходу до кінця гри залишається тільки одна гілка з рейтингом 8.
Важливим тактичним елементом сценарію ділових шахів є шаховий Пас — можливість перемістити за один хід одну фішку рейтингу від однієї гілки до іншої без втрати очок (відео шахового паса [Архівовано 1 листопада 2015 у Wayback Machine.]). Це спосіб корекції рейтингів гілок для відображення сили їхніх позицій, що змінилася. Дерево партії з використанням паса має складнішу форму (див. Схему № 5).

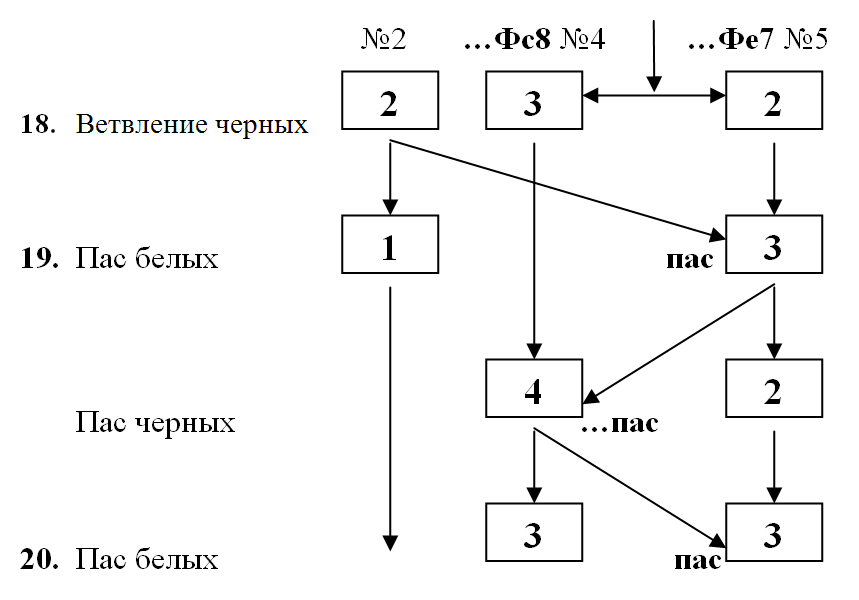
Схема № 5. Дерево партії в ділові шахи із застосуванням шахового паса. Прямокутниками позначені гілки (№ 1-5) і їхні рейтинги (1-10)

Переміщати фігури й рейтинги на демонстраційних дошках після ухвалення колективного рішення дозволяється тільки одному представникові команди. Цей захід запобігає зайвому скупченню гравців перед демонстраційними дошками. Для цього зона перед рядом демонстраційних дощок відокремлюється від зон розташування команд червоними лініями, перетинати які дозволяється тільки одному представникові команди.

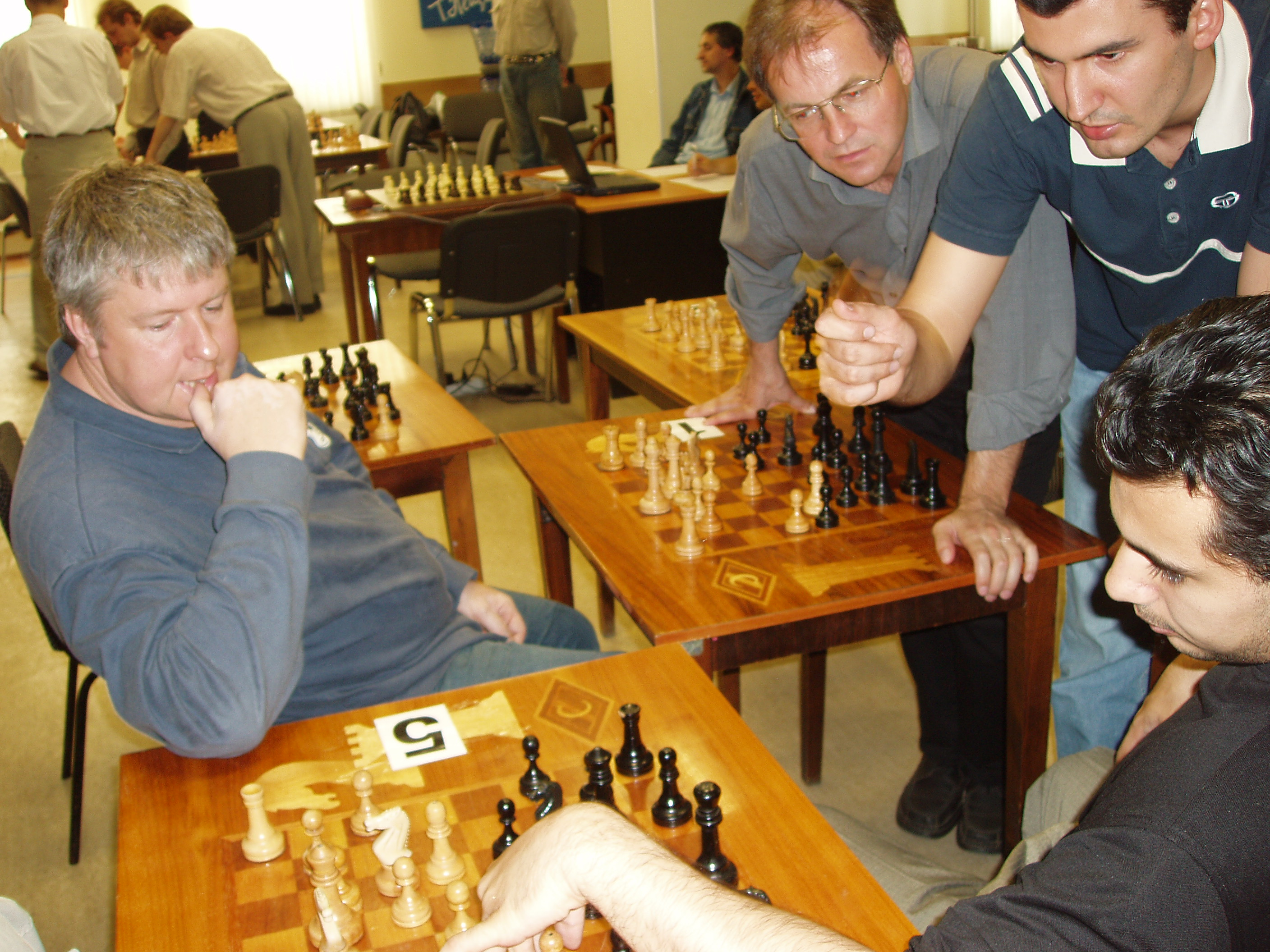
Рис. № 3. Обговорення в командах «Чорних» і «Білих» (на задньому плані)

### Обговорення
Кожній із команд для вільного обговорення позиції й розрахунку варіантів надається по 5 звичайних шахівниць (див. Схему № 1). За кожною такою дошкою команда (або її частина) обговорює позицію одного з відгалужень партії (див. Рис. № 3 і відеофрагменти обговорень у команді «Білих» [Архівовано 29 жовтня 2015 у Wayback Machine.] і у команді «Чорних» [Архівовано 11 листопада 2015 у Wayback Machine.]). Форми організації дискусії й процесу прийняття рішень обумовлюються командами самостійно. Інтерактивний когнітивний сценарій лише припускає можливість альтернативних дій кожного члена команди (за допомогою Розгалуження) у поєднанні з можливістю наступної відмови від них, коли команді стає очевидною їхня помилковість (за допомогою Відбору).

## Параметри гри в ділові шахи
Кількість можливих версій реалізації Інтерактивного когнітивного сценарію досить велика. У кожному конкретному випадку треба заздалегідь обговорити такі параметри гри в ділові шахи:
- рейтинг партії
- кількість ігрових демонстраційних дощок (максимально припустиме число гілок)
- кількість учасників у кожній команді й правила їхньої заміни під час гри
- правила розгалуження, відбору, розподілу, перерозподілу й шахового паса
- тривалість і форму контролю часу на обмірковування.

## Видовищність ділових шахів
Усі елементи видовищності ділових шахів можна об'єднати у дві групи:

### ШАХИ, у які грають люди
Протягом усієї партії глядачі мають можливість спостерігати за обговоренням командою ходу гри. При цьому можна чути й бачити, яку інформацію і який її обсяг аналізують учасники гри, скільки і які варіанти продовження пропонуються, на яку глибину вони розраховуються, як змінюються оцінки позицій при пасах і які остаточні рішення в результаті цього приймаються. Усе це вперше стає доступним для глядацької оцінки безпосередньо під час гри тільки в ділових шахах.
На демонстраційних дошках розігруються трохи конкуруючих варіантів шахової гри (гілок). Їхня кількість і рейтинги змінюються протягом усієї гри й безпосередньо впливають на поточний і остаточний рахунок у партії.

### ЛЮДИ, які грають у шахи.
Ділові шахи створюють у командах колоритну емоційну й соціально-психологічну атмосферу, не специфічну для шахів. Вона може викликати інтерес навіть у глядачів, що не мають до шахів прямого стосунку.
Під час гри в ділові шахи перед командами встають знайомі всім соціальні проблеми лідерства і психологічної сумісності, поділу праці і спеціалізації, вибору ефективних у тих або інших умовах форм керування (авторитарних, демократичних тощо) і ухвалення рішення, генерування нових ідей, їхнє обговорення, реалізації й розвитку в конкурентному середовищі, і багато чого іншого.
Також можна спостерігати практично все різноманіття ситуацій, характерних для групової конкурентної боротьби, їхня безперервна зміна залежно від наявності або відсутності переваги, часу, альтернативних шляхів розвитку тощо.

## Турніри
Турніри з ділових шахів проводяться регулярно з 1997 року,. Репортаж з одного з них транслювався центральним телеканалом Вірменії.
У Москві у двох показових матчах брали участь провідні російські гросмейстери. Перший пройшов у Центральному будинку шахіста ім. М. М. Ботвинника у 2004 році, сюжет про який показав Телеканал «Спорт». Другий — у московському Шаховому клубі ім. Т. В. Петросяна у 2005 році,.

## Інші аспекти
Крім спортивного застосування ділові шахи можуть бути використані також як модель для наукових досліджень психічної діяльності, процесу ухвалення рішення і вибору стратегії, загальноосвітньої ділової гри, методу психодіагностики, психотренінгу й ігротерапії. Така можливість обумовлена активним командним обговоренням і багатоетапним процесом ухвалення групового рішення на тлі еволюції соціальної групи (команди) залежно від умов, що змінюються (гри). Можна запримітити, що основні механізми Інтерактивного когнітивного сценарію (розгалуження й добір) нагадують біологічні механізми еволюції (генетичну мутацію і природний добір).
Ці аспекти ділових шахів докладно обговорюються в наукових статтях, що опубліковані в академічному журналі «Світ психології»,, (офіційний орган Російської академії освіти й Академії педагогічних і соціальних наук) і узагальнені в книзі «Ділові шахи». Зміст усіх матеріалів доступний на сайті ділових шахів [Архівовано 31 травня 2013 у Wayback Machine.].

### Наукова модель
Ділові шахи як наукову модель можна ефективно використовувати для проведення досліджень у таких областях: теорія ігор, теорія біфуркацій, теорія інформації, теорія керування і прийняття рішень, теорія дифузії інновації, теорія менеджменту, соціальна еволюція, когнітивна і соціальна психологія, дослідження природного і штучного інтелекту тощо. При цьому можливе застосування як експертних систем існуючих шахових комп'ютерних програм.

### Ділові шахи в школі
Фахівці в галузі педагогічної психології погоджуються з тим, що система народної шкільної освіти покликана, насамперед, соціалізувати учнів, тобто прилучати, адаптувати їх до життя в соціальній системі. Із цією метою доцільне використання ділових шахів як загальноосвітньої ділової гри. Основним завданням подібних занять є проведення інтелектуального й соціально-психологічного тренінгу для навчання учнів навичкам конструктивного спілкування, комунікативної компетентності, ефективного керування, соціальної самоорганізації, психологічної боротьби й адаптації в групі. Передбачається, що це сприяє ефективній соціалізації й гармонічному розвитку інформаційно-розумового (когнітивного), поведінкового (інтерактивного) й емоційного (мотиваційного) компонентів особистості учнів загальноосвітніх шкіл.
Також показана доцільність використання ділових шахів для проведення шкільної психодіагностики. Можливість одночасно реєструвати цілий ряд індивідуальних і групових психологічних параметрів, спостерігати за їхніми змінами в динаміці дозволяє здійснювати комплексну оцінку інтелекту, здібностей, рівня досягнень, індивідуально-ситуаційних взаємин і психічного розвитку. Наявність експертних систем у вигляді сучасних шахових комп'ютерних програм підвищує достовірність таких досліджень.
Ряду інших аспектів соціальної значимості ділових шахів присвячений розділ «Ділові шахи» [Архівовано 13 серпня 2011 у Wayback Machine.] на сайті шахової федерації Москви, блог автора на сайті Chess-news (Новини шахів) [Архівовано 12 жовтня 2012 у Wayback Machine.], а також ряд популярних статей, які ввійшли в збірник «Спортивні ділові ігри: ділові шахи, го, рэндзю й інші», 2007.